# Nadala

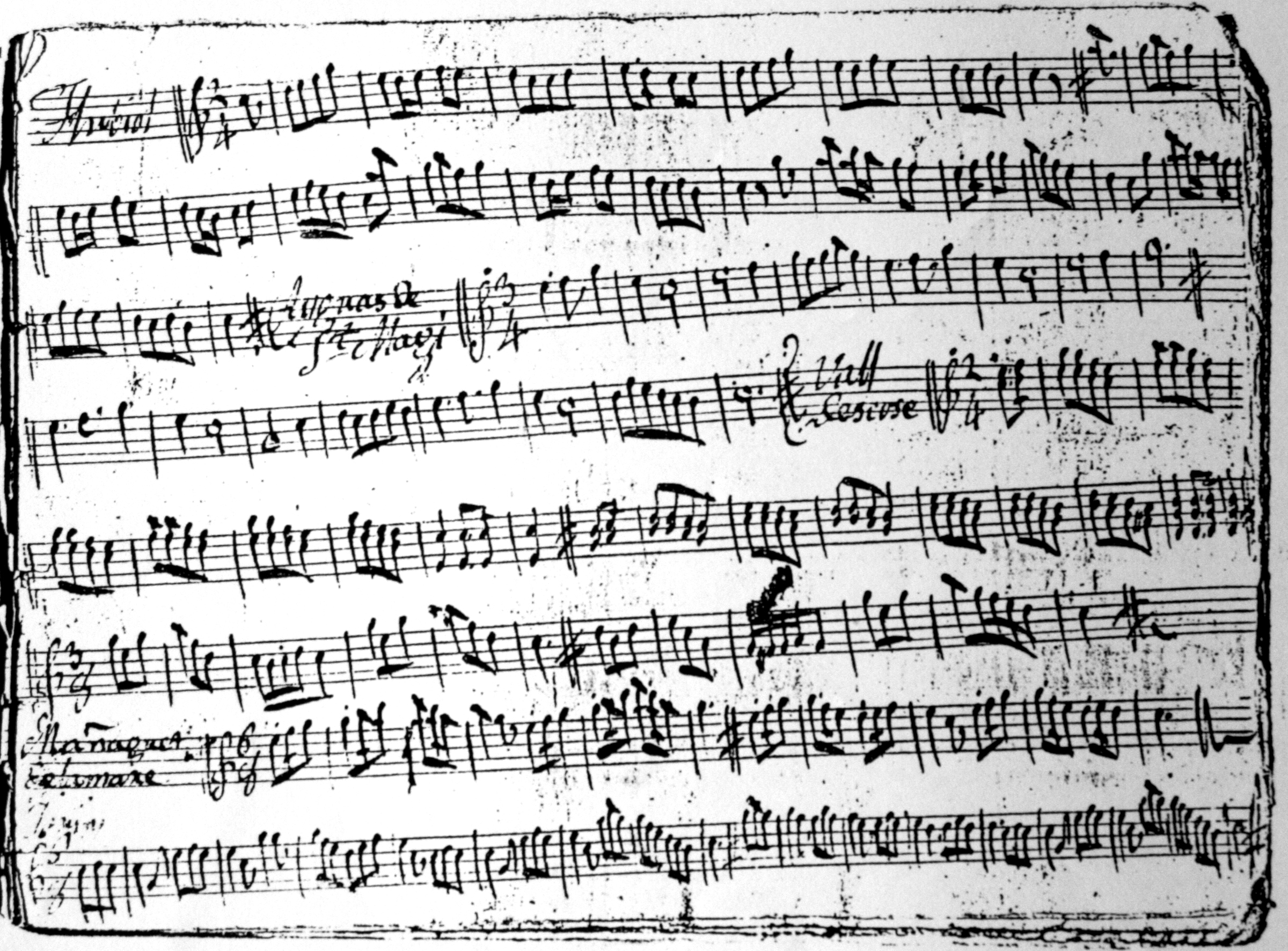
Partitura de la nadala El noi de la mare en un quadern de llibertats d'orgue de ca. 1820 conservat a l'arxiu de la Seu de Lleida. La cançó hi apareix (a la part inferior de la pàgina) amb el títol Mañaguet de la mare.

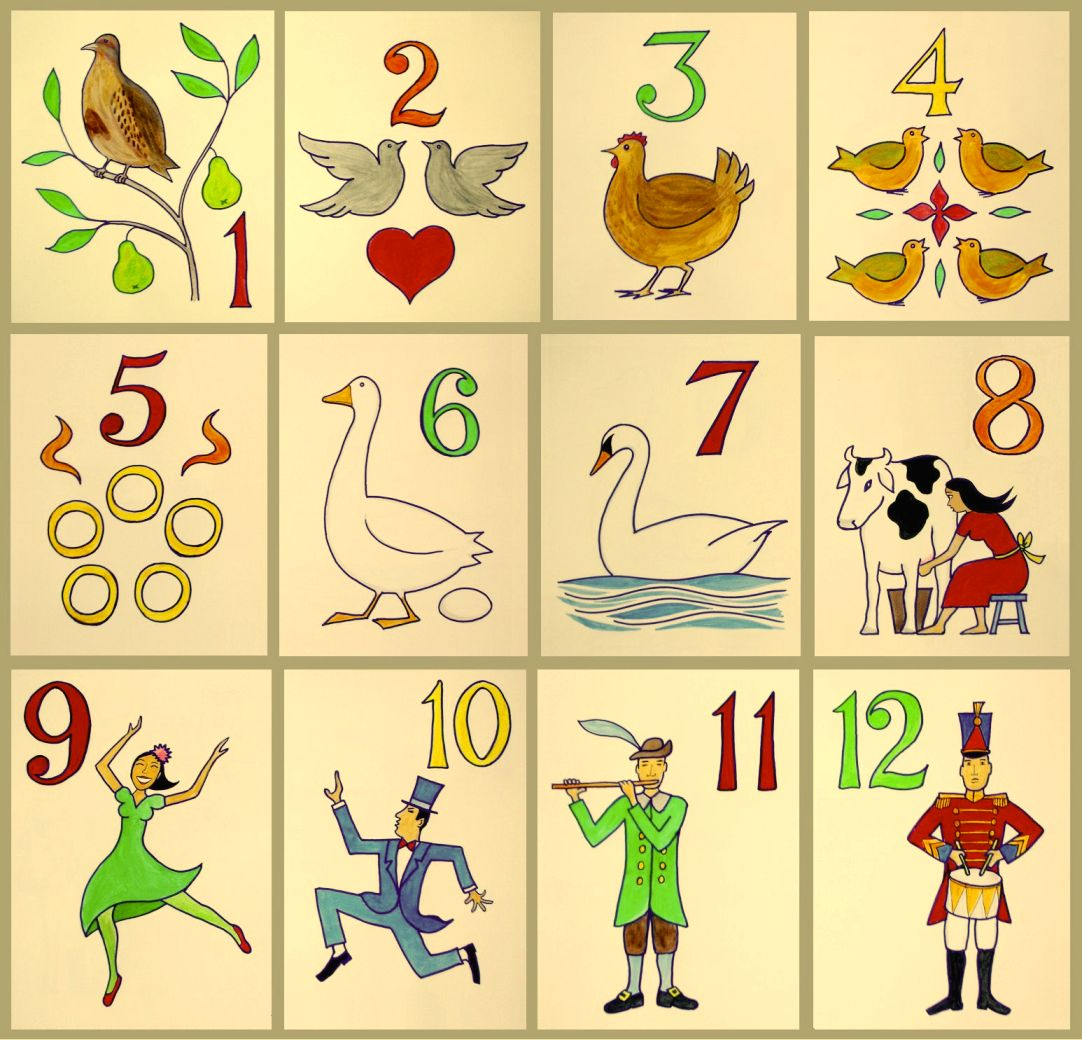
'The Twelve Days of Christmas' és una nadala anglesa molt antiga.

Una nadala o cançó de Nadal és una cançó la lletra de la qual fa referència al Nadal o, per extensió, a l'hivern en general. Es canten tradicionalment en el període previ i durant les festes de Nadal. Segons Joan Amades, el cançoner nadalenc és un dels més extensos del repertori de cançó popular catalana: algunes de les melodies més antigues són documentades d'ençà del segle xv.
És molt probable que l'origen de les nadales es trobi en les representacions que els pastors feien antigament als portals de les esglésies durant la nit de Nadal. De nadales, n'hi ha de moltes menes: algunes provenen de la música culta, com ara «Santa Nit», i algunes altres són cançons de bressol, com «El noi de la mare». També n'hi ha de temàtica típicament infantil, com el «Fum, Fum, Fum» o «El dimoni escuat». Finalment, algunes nadales d'origen s'han acabat convertint en himnes, com és el cas de «El cant dels ocells», una cançó anònima internacionalitzada per Pau Casals.
Les nadales són un gènere que es manté molt viu i sovint n'apareixen de noves gràcies a tota mena d'agrupacions musicals d'estils ben diversos. Pels volts de Nadal se'n canten en concerts corals, a les escoles i en l'àmbit familiar davant el pessebre. Un dels recitals de nadales més coneguts als Països Catalans és el Concert de Sant Esteve, que cada any fa l'Orfeó Català al Palau de la Música Catalana.

## Origen
Com és normal en la cançó tradicional, l'origen de les nadales es perd en la nit del temps, però algunes de les nadales tradicionals catalanes més antigues es troben ja en manuscrits del segle xv.
Tal com afirma Joan Amades, el cançoner de Nadal és un dels més extensos del repertori de la tradició popular catalana i s'hi barregen tant les cançons cantades dins de l'església durant l'adoració al nen Jesús, com les cançons per cantar davant dels pessebres casolans.
Les primeres nadales sorgirien al voltant de la celebració cristiana, que a Europa es correspon amb el solstici d'hivern. Com a antecedent es poden assenyalar les representacions populars que feien els pastors en el portal de les esglésies abans de la missa del gall i que amb cançons i danses serien el contrapunt alegre i informal a la litúrgia de la nit de Nadal.
També l'Església va originar les seves pròpies nadales, com a himnes en llatí amb temàtica nadalenca. El 1582 va aparèixer a Greifswald (ciutat sueca actualment pertanyent a Alemanya) una col·lecció d'aquests himnes llatins amb el nom genèric de Piae cantiones. Algunes d'aquestes cançons han estat traduïdes fins a esdevenir himnes molt famosos. Un exemple notable d'himne de caràcter religiós és l'«Adeste fideles», atribuït al músic anglès John Francis Wade.
La música d'arrel culta també ha aportat al repertori nadalenc algunes nadales popularitzades arreu del món. Aquest és el cas de la «Santa nit» de Franz Xaver Gruber i del «Joia en el món» inspirat en algunes melodies de l'oratori «El Messies» de Georg Friedrich Händel.
Algunes de les cançons que es canten habitualment per Nadal eren en origen cançons de bressol, com ara «El noi de la mare», tradicional catalana o «Guten Abend, gute Nacht» de Johannes Brahms, possiblement la cançó de bressol més universalment difosa. En canvi, algunes cançons de Nadal s'han fet populars fora del context pel qual van aparèixer. L'exemple més significatiu dins la cultura catalana és «El cant dels ocells» popularitzat per Pau Casals. També dins del repertori nadalenc es troben cançons de marcat caràcter infantil, com ara «A Betlem me'n vull anar» o «El dimoni escuat».
Les nadales, anomenades Christmas carols en anglès, nöels en francès o villancicos en castellà, són una de les tradicions de Nadal més arrelades a occident, i als Països Catalans és el repertori de música tradicional que més viu es manté. Cal no confondre les nadales amb els villancicos com a forma poètico-musical del Renaixement Hispànic i que en català reben el nom de villancet.
«Nadala »també és el nom popular de les flors d'algunes espècies del gènere Narcissus.